# Wilhelm Herman Barth
Wilhelm Herman Barth, född 27 april 1813 i Köpenhamn, död där 1 augusti 1896, var en dansk musiker.
Barth blev organist vid reformerta kyrkan 1852, vid Sankt Petri Kirke 1869 och klockare vid Sankt Jakobs Kirke 1878. Han gjorde sig främst känd som musikteoretisk författare och skrev Læren om enkelt Kontrapunkt (1868), Harmonilære (1869), Hundrede Eksempler til Udarbejdelse (1870) och Modulationslære (1884). Av hans kompositioner märks två häften orgelstycken i fugerad stil, två konsertouvertyrer, en stråkkvartett samt lovsång för solo, kör och orkester.